# Burzyansky (huyện)
Huyện Burzyansky (tiếng Nga: ? райо́н) là một huyện hành chính tự quản (raion), của Bashkortostan, Nga. Huyện có diện tích 4390 km². Trung tâm của huyện đóng ở Burzyan.